# Jüdischer Friedhof (Bodenheim)

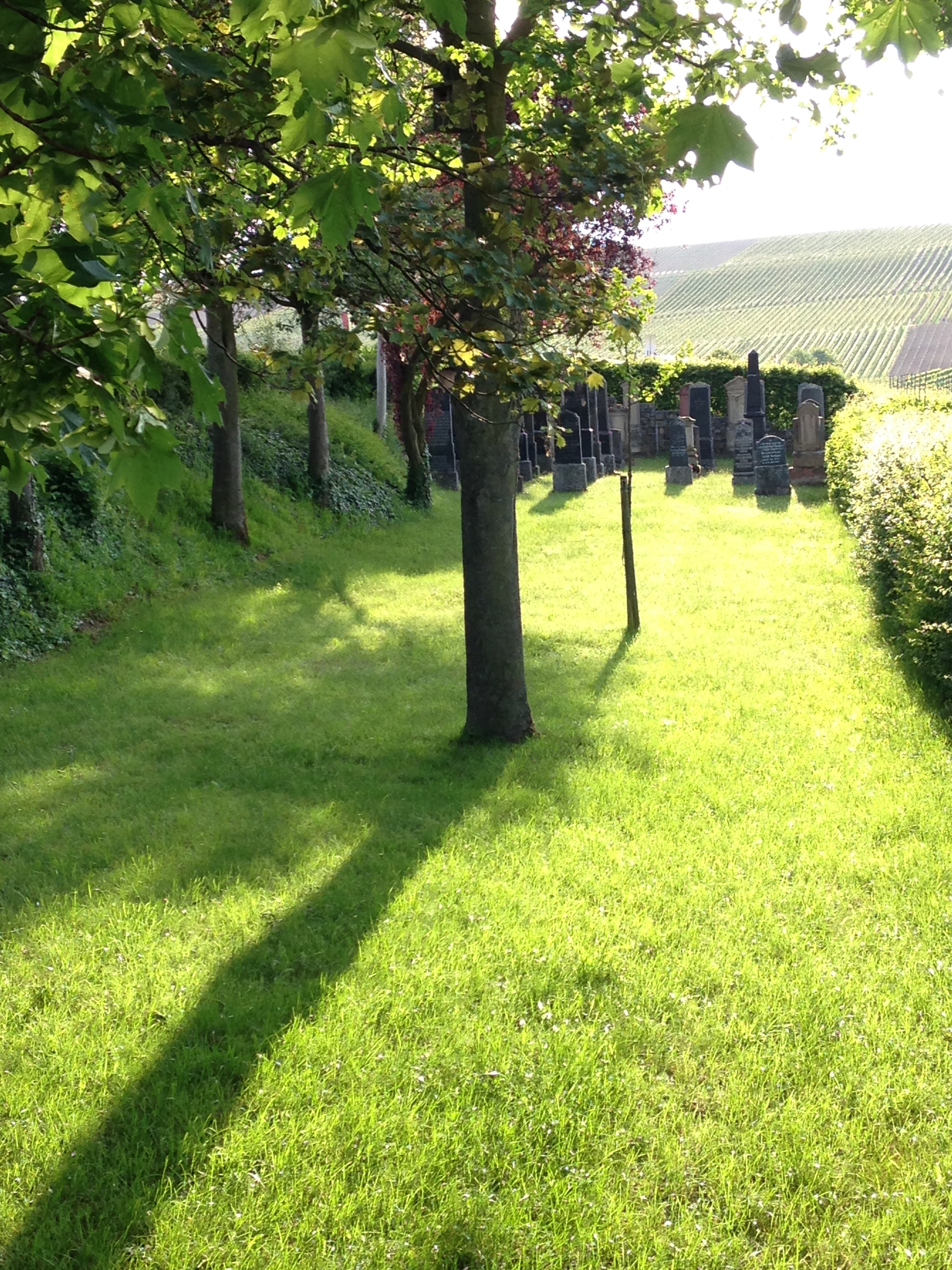
Jüdischer Friedhof in Bodenheim

Der jüdische Friedhof in Bodenheim, einer Ortsgemeinde im Landkreis Mainz-Bingen in Rheinland-Pfalz, wurde 1883 angelegt. Der jüdische Friedhof liegt am südwestlichen Ortsrand, an der Verlängerung des Ebersheimer Weges. Er ist ein geschütztes Kulturdenkmal.

## Beschreibung
Der jüdische Friedhof in Bodenheim ist einer von insgesamt 60 jüdischen Dorffriedhöfen in Rheinland-Pfalz. Vermutlich lebten in Bodenheim bereits im Mittelalter Juden die eine im Jahr 1835 nach Bauplänen des großherzoglichen Kreisbaumeisters Wetter aus Mainz errichtete Synagoge besaßen. Dort befindet sich heute eine Gedenkstelle als Erinnerung an die jüdischen Mitbürger, die während der Gewaltherrschaft der Nationalsozialisten Heimat und Leben verloren. Für die jüdische Gemeinde mit einem eigenen Judenviertel vermutlich in der heutigen Obergasse sind für das Jahr 1853 118 Gemeindemitglieder aufgezeichnet worden.
Die Verstorbenen wurden ursprünglich auf den jüdischen Friedhöfen in Mainz beigesetzt. Nachdem die jüdischen Friedhöfe Judensand und Hauptfriedhof nicht mehr belegt werden konnten, wurde die Anlage eines eigenen Friedhofs in Bodenheim notwendig. Im Jahr 1882 wurden die Bemühungen einen jüdischen Friedhof auf einem Grundstück nahe dem christlichen Friedhof einzurichten von der politischen Gemeinde abgelehnt und ein Grundstück nicht zur Verfügung gestellt. Am 23. Dezember 1882 konnte ein Grundstückskaufvertrag mit der Familie Siegling abgeschlossen werden und man begann mit der Einrichtung des Friedhofs der seit dem Jahr 1883 der jüdischen Gemeinde Bodenheim/Nackenheim als Begräbnisstätte für die verstorbenen jüdischen Einwohner diente.
Bei der ersten Beisetzung von Emanuel Guthmann am 7. Februar 1883 wurde der Friedhof geweiht und bis zur letzten Beisetzung für Rosalie Karoline Weil (gest. am 18. Oktober 1937) genutzt. Aus der Belegungszeit des Friedhofs von 1883 bis 1937 sind insgesamt 41 Grabsteine erhalten geblieben.
Da in der Zeit des Nationalsozialismus im Sommer 1943 Verwüstungen durchgeführt wurden und die Grabsteine in der 2. Hälfte des Jahres 1945 wieder aufgestellt wurden ohne den richtigen Standort zu kennen, stehen sie wahrscheinlich nicht auf den richtigen Grabstellen. Die Wiederherstellung der Begräbnisstätte musste von Bodenheimer Bürgern die ehemalige Mitglieder der NSDAP waren unter Aufsicht durchgeführt werden. Der Friedhof erhielt im Juli 2003 und im Jahr 2007 eine Restaurierung mit einer neuen Gestaltung und am 19. Oktober 2014 einen Gedenkstein für vier jüdische Frauen die 1936/37 auf dem Friedhof ohne Grabstein beigesetzt wurden.
Der Gedenkstein erinnert an:
Die Friedhofsfläche besteht aus einem rechteckigen Areal, umfasst 0,594 Ar und ist in der Denkmalliste des Landes Rheinland-Pfalz als Denkmalzone aus geschichtlichen Gründen eingetragen.